# Władysław Wolski
Władysław Antoni Wolski, właśc. Antoni Jan Piwowarczyk (ur. 27 grudnia 1901 w Warszawie, zm. 7 sierpnia 1976 w Krakowie) – polski elektrotechnik i polityk komunistyczny, poseł do Krajowej Rady Narodowej i na Sejm Ustawodawczy, w latach 1949–1950 minister administracji publicznej. Wiceprezes i członek Zarządu Towarzystwa Przyjaźni Polsko-Radzieckiej w 1949. Prezes Polskiego Związku Narciarskiego.

## Życiorys
Syn Aleksandra i Matyldy, pochodził z rodziny robotniczej. W 1916 wstąpił do Socjaldemokracji Królestwa Polskiego i Litwy, gdzie działał w gimnazjalnych grupach młodzieżowych.Od 1918 roku członek Komunistycznej Partii Robotniczej Polski, gdzie początkowo był członkiem Egzekutywy Dzielnicy Mokotów. W styczniu 1920 powołany do Wojska Polskiego, gdzie służył w Batalionie Maszynowym Saperów 1. Pułku Inżynieryjnego. Przeszedł do Wydziału Wojskowego KPRP, prowadził działalność komunistyczną w wojsku. W maju 1920 skierowany na front wojny polsko-bolszewickiej, zdemobilizowany w styczniu 1921. Od połowy 1921 wznowił działalność w Wydziale Wojskowym KPRP, zajmującym się szpiegostwem na rzecz ZSRR i agitacją komunistyczną w Wojsku Polskim. Aresztowany w czerwcu 1922, w marcu 1923 skazany na 7 lat więzienia, przebywał w więzieniach w Warszawie, Łomży i Białymstoku. W kwietniu 1926 zwolniony na urlop zdrowotny, resztę kary darowano mu następnie na mocy amnestii. Był konsultantem Wydziału Wojskowego KPP, następnie skierowany do pracy w Sekretariacie Komitetu Centralnego Międzynarodowej Organizacji Pomocy Rewolucjonistom, od jesieni 1927 był sekretarzem generalnym MOPR. W 1930 oskarżony o działalność komunistyczną został uniewinniony przez sąd. W marcu 1934 wyjechał do ZSRR. Pracował jako kierownik działu kulturalnego redakcji polskojęzycznego pisma Trybuna Radziecka. Był związany z tzw. „większością” w Komunistycznej Partii Polski, utrzymywał w Moskwie kontakty z jej przedstawicielami. Po potępieniu „większości” przez władze KPP odmówił złożenia samokrytyki, odszedł z redakcji, pracował jako elektryk w metrze moskiewskim.
W listopadzie 1935 został aresztowany przez NKWD i skazany na 5 lat łagrów za działalność kontrrewolucyjną, przebywał w obozach koncentracyjnych Uchtpieczłag w Komi, a następnie na półwyspie Tajmyr. NKWD aresztowało również żonę i córkę Piwowarczyka, zginęły w czasie „wielkiego terroru”. Na przełomie 1941/42 zwolniony po odbyciu kary, w kwietniu 1942 uczestniczył w prowokacji NKWD wobec ambasady RP w Kujbyszewie. W końcu 1943 zrzucony na spadochronie na tyły frontu niemieckiego w okolice Wilna, gdzie w lipcu 1944 zastała go ofensywa Armii Czerwonej.
W sierpniu 1944 już pod nazwiskiem Władysław Wolski mianowany zastępcą kierownika Resortu Bezpieczeństwa Publicznego Polskiego Komitetu Wyzwolenia Narodowego. Od września 1944 był Głównym Pełnomocnikiem PKWN przy Głównych Pełnomocnikach Rządów Ukrainy i Białorusi w Polsce, zaś od 9 października 1944 do kwietnia 1945 pierwszym szefem Państwowego Urzędu Repatriacyjnego. Od stycznia 1945 do 20 stycznia 1949 był wiceministrem administracji publicznej. Od lipca 1945 do lutego 1947 faktyczny polityczny nadzorca z ramienia PPR ministra Władysława Kiernika (pełniącego funkcję w Tymczasowym Rządzie Jedności Narodowej jako reprezentant Polskiego Stronnictwa Ludowego). Od 20 stycznia 1949 do 28 kwietnia 1950 minister administracji publicznej. W latach 1947–1951 pełnił funkcję prezesa Polskiego Związku Narciarskiego.
Od 1944 członek Polskiej Partii Robotniczej, a od 1948 Polskiej Zjednoczonej Partii Robotniczej – zastępca członka Komitetu Centralnego PPR (1945–1948) i członek Komitetu Centralnego PZPR (1948–1950). Pełnił mandat poselski do Krajowej Rady Narodowej i na Sejm Ustawodawczy.

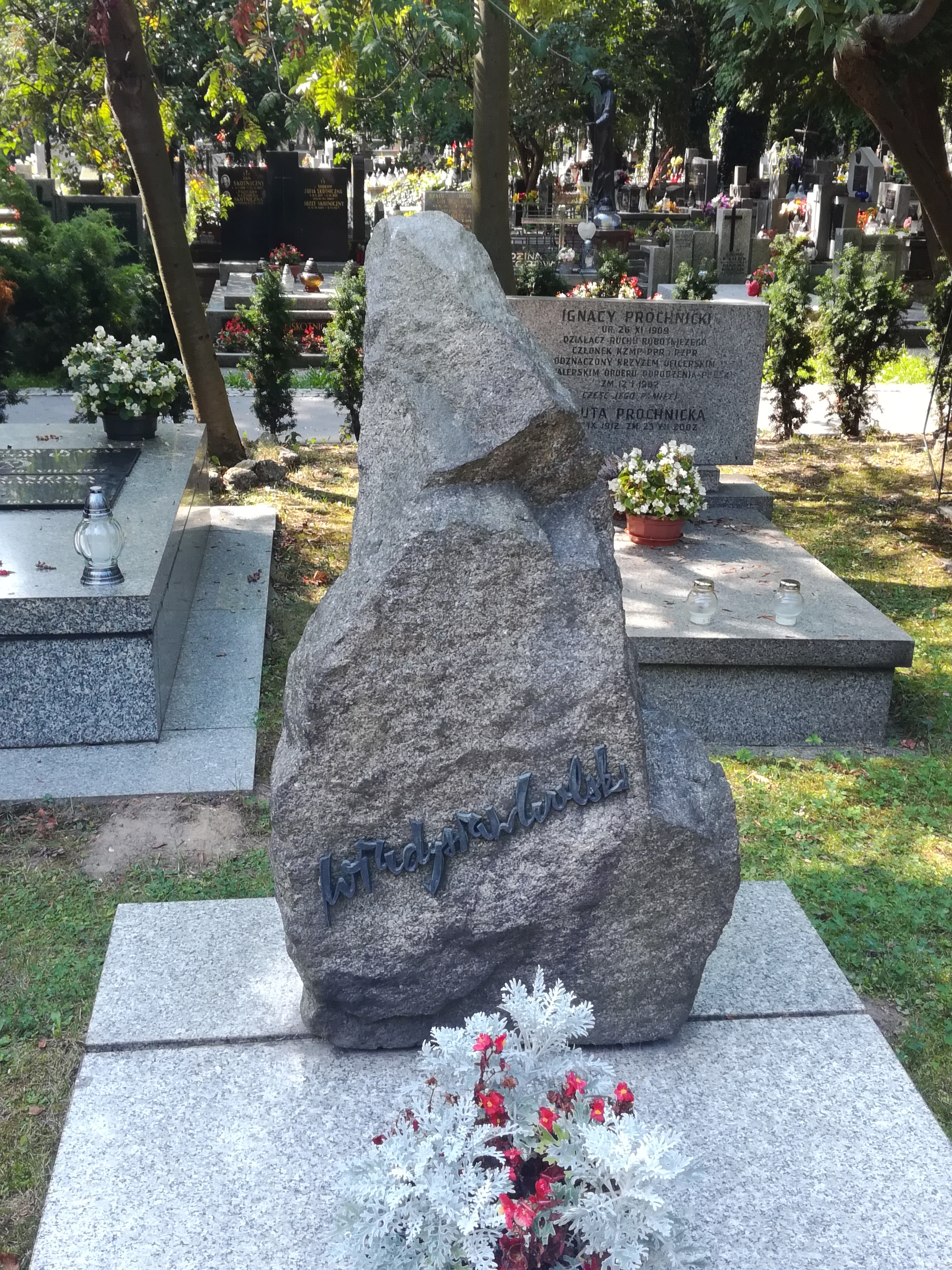
Grób Władysława Wolskiego na cmentarzu Rakowickim

Od lat 30. powiązany z NKWD. W maju 1950 w konsekwencji swych intryg przeciw kierownictwu PZPR został usunięty z partii, zrzekł się również mandatu poselskiego i został „zesłany” do Krakowa, gdzie w styczniu 1952 zatrudniono go jako dyrektora Biblioteki Miejskiej. Do PZPR powrócił w 1960.
W 1946 odznaczony Krzyżem Komandorskim Orderu Odrodzenia Polski. W 1947 otrzymał czechosłowacki krzyż Wielkiego Oficera Orderu Lwa Białego. W 1985 został pośmiertnie odznaczony Medalem Rodła.
Jego żoną była Celina Bobińska-Wolska, historyk, profesor Uniwersytetu Jagiellońskiego, córka Stanisława i Heleny.
Pochowany na cmentarzu Rakowickim (kwatera LXIX pas A-II-11).